# Bataille de Fredericktown
Guerre de Sécession
Batailles
Opérations pour contrôler le Missouri
- Boonville
- Cole Camp
- Carthage
- Wilson's Creek
- Dry Wood Creek
- Liberty
- Lexington (1re)
- Fredericktown
- Springfield (1re)
- Mount Zion Church
- Blackwater Creek (en)

La bataille de Fredericktown est un combat de la guerre de Sécession. Elle se déroule le 21 octobre 1861, dans le comté de Madison au Missouri. La victoire de l'Union consolide son contrôle sur le sud-est du Missouri.

## Contexte
En octobre 1861, le brigadier général Jeff Thompson de la garde de l'État du Missouri commande une force de 1 500 hommes dans le sud-est du Missouri. Le 15 octobre 1861, il brûle le pont ferroviaire de Iron Mountain qui enjambe la Big River dans le comté de Jefferson, capturant des gardes du pont. Deux colonnes unionistes, l'une sous le commandement du colonel Joseph B. Plummer avec 1 500 hommes et une autre sous le commandement du colonel William P. Carlin avec 3 000 hommes, sont envoyés à sa poursuite. Le 20 octobre 1861, Thompson est averti de la poursuite lancée par la force de l'Union et se retire au sud de Fredericktown. Le soir, il décide néanmoins d'attaquer l'avancée fédérale avec son infanterie.

## La bataille
Thompson occupe les première heures de la matinée à déterminer les effectifs de l'ennemi et ses positions. Incapable de la faire, il place ses troupes et son artillerie en embuscade le long de la route et attend les forces de l'Union. Le gros de la garde de l'État du Missouri  est hors de vue sur un terre-plein boisé qui forme un U surplombant la route. En avant du corps principal, le régiment d'infanterie du colonel Aden Lowe attend dans un champ de maïs en tant que leurre. Juste derrière un canon de 12 livres est en soutien ainsi que trois canons de 6 livres plus loin en arrière et sur les flancs.
Plummer arrive vers midi avec sa colonne et un détachement du colonel William P. Carlin. Une compagnie de cavalerie de l'Illinois sous le commandement du capitaine Stewart engage le premier contact. Le 17th Illinois infantry  du colonel Ross engage les troupes de Lowe en premier avec des chasseurs à pied, puis la ligne principale du régiment. Une section de l'artillerie de l'Union est mise en service contre les canons de 12 livres des troupes du Missouri qui lui  répondent. Les 20th Illinois et 11th Missouri  (Union) mettent la pression sur les deux flancs de la force de Lowes avec l'entrée de l'artillerie de l'Union dans les combats. Lowe, ayant attendu trop longtemps avant de se désengager, est tué par un tir à la tête, et son régiment retraite en subissant de lourdes pertes.
Le 1st Indiana Cavalry tente de poursuivre et de capturer les canons exposés de 12 livres, mais est stoppé par les tirs des troupes de Thompson postées sur les deux crêtes, subissant de lourdes pertes. Un soutien de l'infanterie est réclamé et le 17th Illinois déferle pour prendre les pièces maintenant abandonnées. Alors que l'infanterie de l'Union se précipite dans le champ, Thompson commence une retraite méthodique des gardes de l'État. Il réussit pratiquement la manœuvre à l'exception de quelques unités de cavalerie qui partent en déroute.

## Pertes et conséquences
Les gardes de l'État du Missouri de Thompson subissent 145 pertes pendant la bataille, incluant 25 morts, 40 blessés et 80 prisonniers. Ils perdent aussi une pièce d'artillerie , un vieux canon de 12 livres. Les pertes de l'Union s’élèvent, selon les rapports, à 7 morts et 60 blessés. Il y a aussi un nombre supplémentaire de pertes relatives aux escarmouches qui ont eu lieu avant et après la bataille, principalement du côté de l'Union.
Certains soldats de l'Union sont persuadés que les habitants de la région ont soutenu Thompson pendant les combats. Ils sont aussi en colère des mauvais traitements des citoyens unionistes perçus au cours des marches. Ce ressentiment mène à des représailles contre la ville par des soldats de base. Au moins sept maisons dans Fredericktown sont incendiées et d'autres bâtiments endommagés avant que les officiers ne reprennent le contrôle sur leurs hommes.